# Felgueiras (Resende)
Felgueiras ist ein Ort und eine ehemalige Gemeinde (Freguesia), im Kreis Resende, Portugal. Die Gemeinde hatte eine Bevölkerung von 315 Einwohnern und eine Fläche von 8,27 km². Felgueiras liegt acht Kilometer südöstlich von Resende.
- Der Gemeindefeiertag ist der 24. Juni (Johannes-Tag).

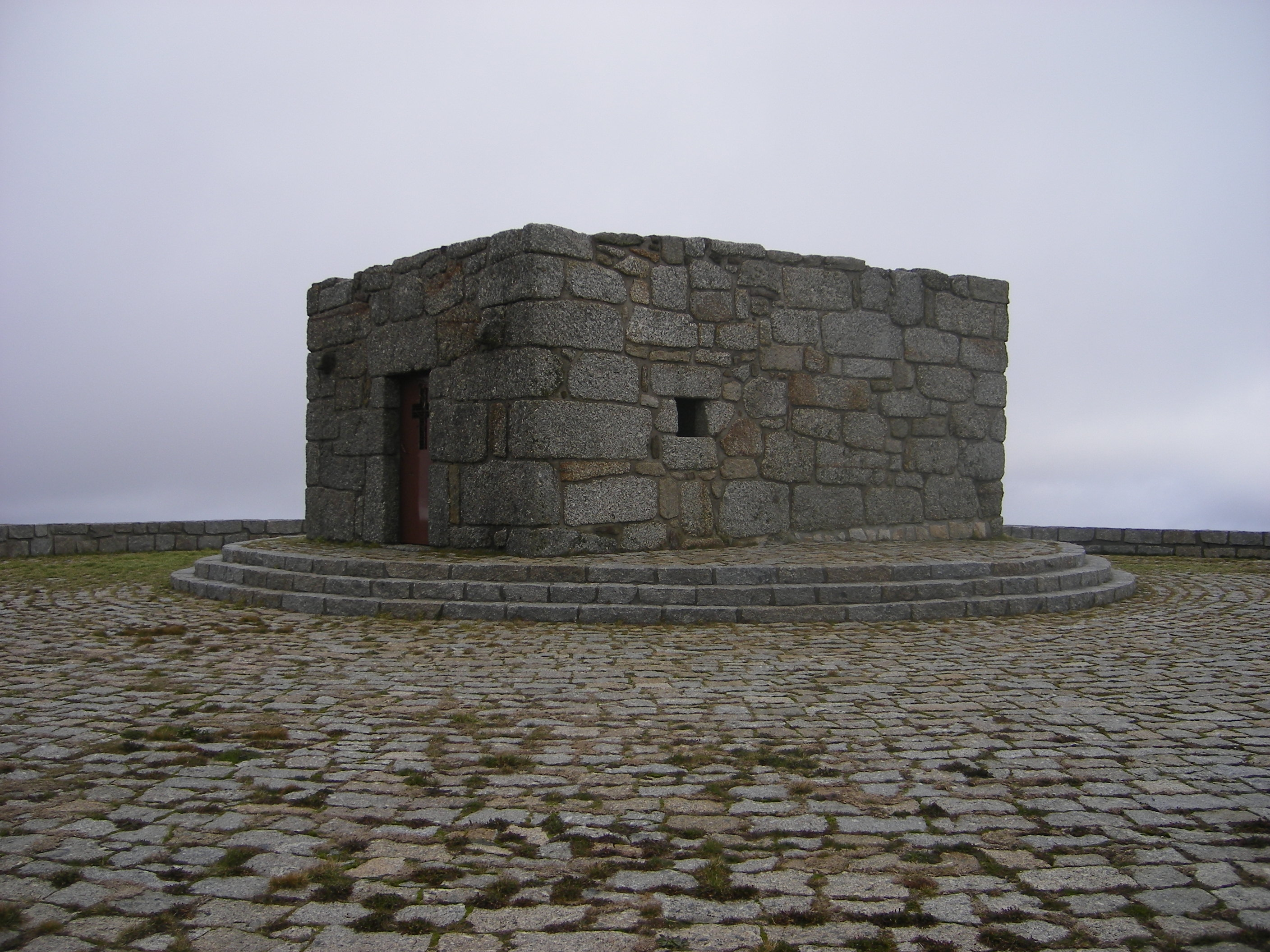
Felgueiras - Capela de São Cristóvão
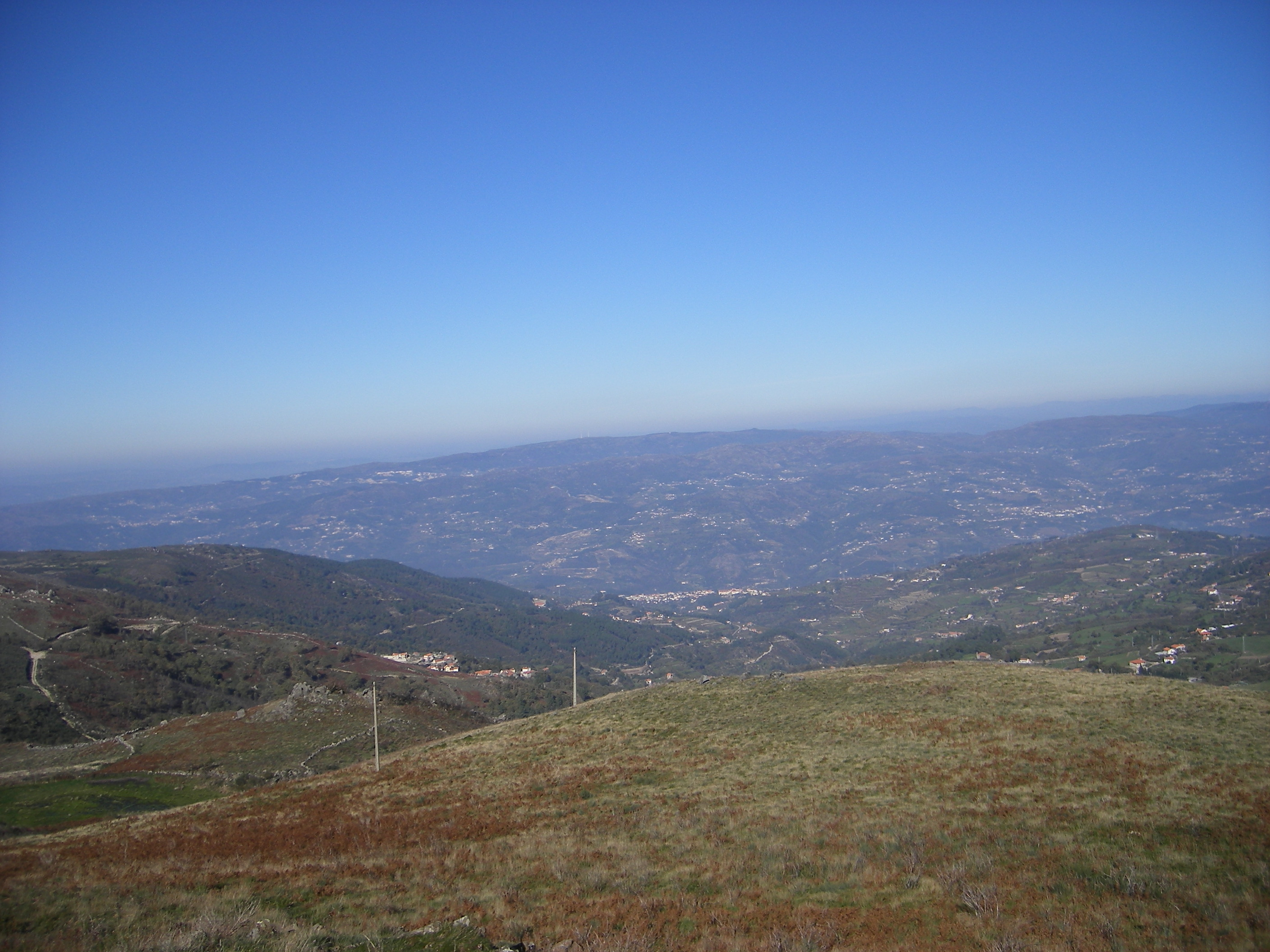
Felgueiras - Monte de São Cristóvão

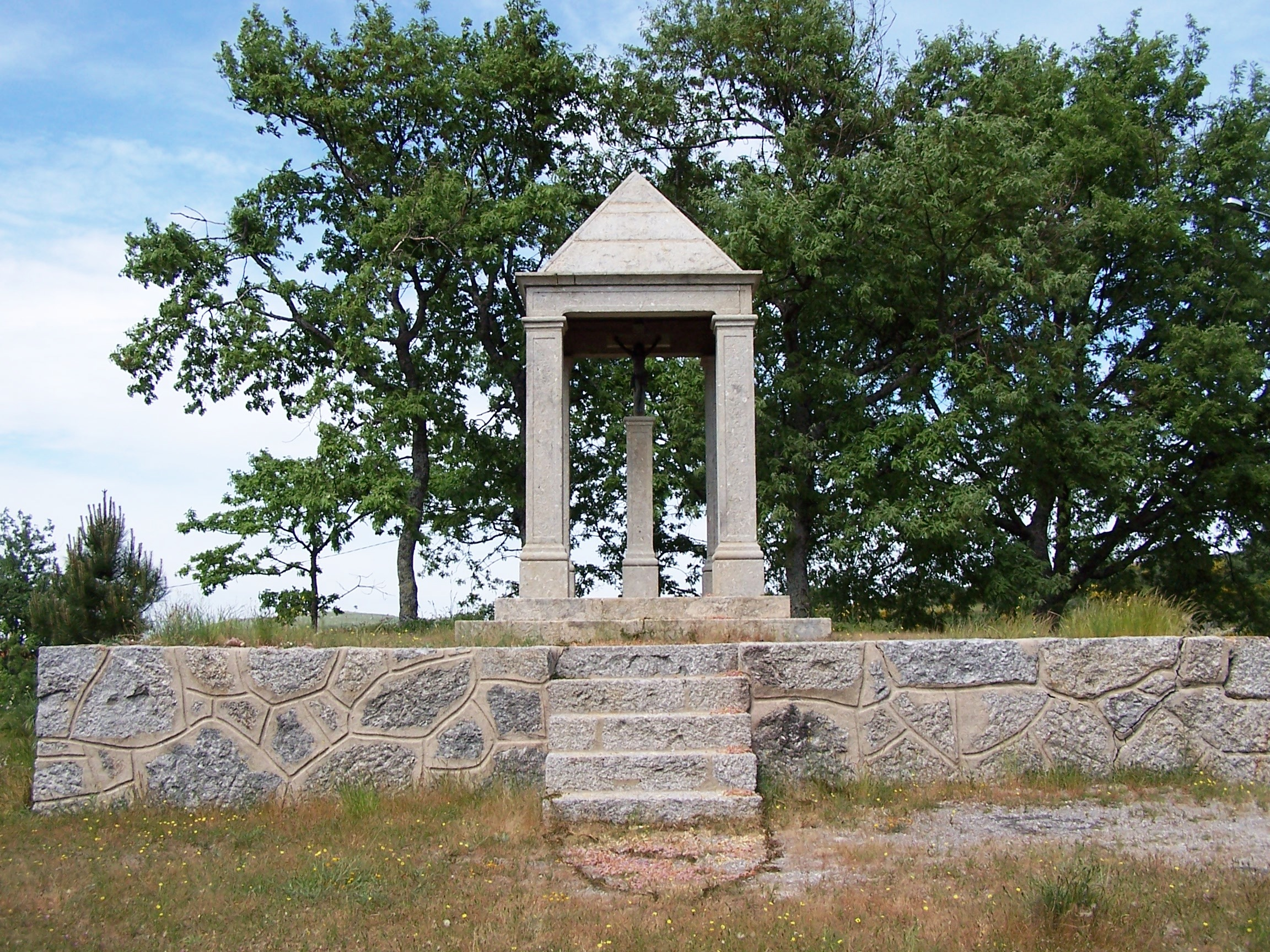
Felgueiras - Senhor dos Aflitos
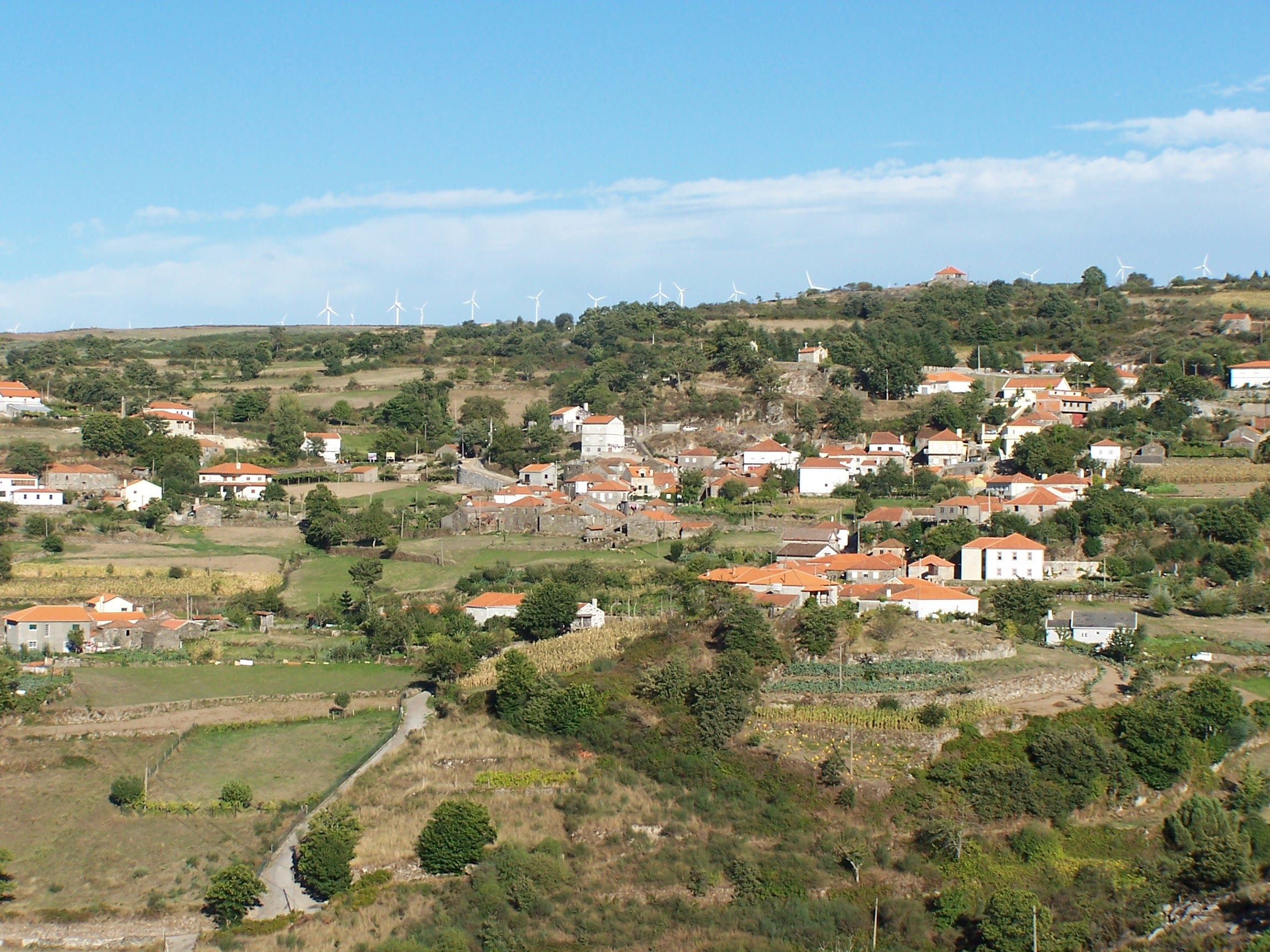
Aldeia de Felgueiras

Am 29. September 2013 wurden die Gemeinden Felgueiras und Feirão zur neuen Gemeinde União das Freguesias de Felgueiras e Feirão zusammengeschlossen. Felgueiras ist Sitz dieser neu gebildeten Gemeinde.